# Kanton Montrevel-en-Bresse
Der Kanton Montrevel-en-Bresse war bis 2015 ein französischer Wahlkreis im Département Ain in der Region Rhône-Alpes. Er umfasste 14 Gemeinden im Arrondissement Bourg-en-Bresse, sein Hauptort (frz.: chef-lieu) war Montrevel-en-Bresse.

## Gemeinden
| Gemeinde               | Einwohner Jahr | Fläche km² | Bevölkerungsdichte | Code INSEE | Postleitzahl |
| ---------------------- | -------------- | ---------- | ------------------ | ---------- | ------------ |
| Attignat               | 3.260 (2013)   | 18,7       | 174 Einw./km²      | 01024      | 01340        |
| Béréziat               | 470 (2013)     | 10,8       | 44 Einw./km²       | 01040      | 01340        |
| Confrançon             | 1.321 (2013)   | 18,2       | 73 Einw./km²       | 01115      | 01310        |
| Cras-sur-Reyssouze     | 1.388 (2013)   | 13,8       | 101 Einw./km²      | 01130      | 01340        |
| Curtafond              | 721 (2013)     | 12,4       | 58 Einw./km²       | 01140      | 01310        |
| Étrez                  | 793 (2013)     | 12,2       | 65 Einw./km²       | 01154      | 01340        |
| Foissiat               | 2.005 (2013)   | 40,3       | 50 Einw./km²       | 01163      | 01340        |
| Jayat                  | 1.099 (2013)   | 16,3       | 67 Einw./km²       | 01196      | 01340        |
| Malafretaz             | 1.134 (2013)   | 9,2        | 123 Einw./km²      | 01229      | 01340        |
| Marsonnas              | 998 (2013)     | 18,4       | 54 Einw./km²       | 01236      | 01340        |
| Montrevel-en-Bresse    | 2.441 (2013)   | 10,3       | 237 Einw./km²      | 01266      | 01340        |
| Saint-Didier-d’Aussiat | 893 (2013)     | 15,2       | 59 Einw./km²       | 01346      | 01340        |
| Saint-Martin-le-Châtel | 800 (2013)     | 12,8       | 63 Einw./km²       | 01375      | 01310        |
| Saint-Sulpice          | 194 (2013)     | 5,3        | 37 Einw./km²       | 01387      | 01340        |

## Einwohner
| Bevölkerungsentwicklung | Bevölkerungsentwicklung |
| Jahr                    | Einwohner               |
| ----------------------- | ----------------------- |
| 1962                    | 9108                    |
| 1968                    | 9917                    |
| 1975                    | 9946                    |
| 1982                    | 11.025                  |
| 1990                    | 11.374                  |
| 1999                    | 12.416                  |
| 2006                    | 14.748                  |
| 2011                    | 16.778                  |

## Politik
| Vertreter im conseil général des Départements | Vertreter im conseil général des Départements | Vertreter im conseil général des Départements |
| Amtszeit                                      | Name                                          | Partei                                        |
| --------------------------------------------- | --------------------------------------------- | --------------------------------------------- |
| 2001–2008                                     | Bernard Fonteneau                             | DVG                                           |
| 2008–2015                                     | Jean-Pierre Roche                             | DVG                                           |